# Stenoterommata
Stenoterommata là một chi nhện trong họ Nemesiidae.
Stenoterommata được miêu tả năm 1881 bởi Holmberg.

## Các loài
Stenoterommata có các loài sau:
- Stenoterommata arnolisei Indicatti et al., 2008
- Stenoterommata crassistyla Goloboff, 1995
- Stenoterommata curiy Indicatti et al., 2008
- Stenoterommata grimpa Indicatti et al., 2008
- Stenoterommata iguazu Goloboff, 1995
- Stenoterommata leporina (Simon, 1891)
- Stenoterommata maculata (Bertkau, 1880)
- Stenoterommata melloleitaoi Guadanucci & Indicatti, 2004
- Stenoterommata palmar Goloboff, 1995
- Stenoterommata platensis Holmberg, 1881
- Stenoterommata quena Goloboff, 1995
- Stenoterommata tenuistyla Goloboff, 1995
- Stenoterommata uruguai Goloboff, 1995